# Brigg
Brigg est une ville anglaise située dans le North Lincolnshire. Au recensement de 2001, sa population était de 5 076 habitants.

## Source de la traduction
- (en) Cet article est partiellement ou en totalité issu de l’article de Wikipédia en anglais intitulé « Brigg » (voir la liste des auteurs).